# Pobeditel'
Pobeditel' (Победитель) è un film del 1975 diretto da Andrej Ivanovič Ladynin.

## Trama
Guerra civile. Il comandante dell'Armata Rossa, Jakov Spiridonov, finisce nelle retrovie della Guardia Bianca, fugge e trova rifugio in uno dei villaggi devastati con un giovane insegnante. Non si rilassa, ma organizza un distaccamento di ribelli e, prima dell'arrivo dell'Armata Rossa, svolge una missione di combattimento operativo per tenere il ponte.